# Condado de Varaždin
O Condado de Varaždin (em croata: Varaždinska županija) é um condado da Croácia. Sua capital é a cidade de Varaždin.

## Cidades e municípios
O condado de Varaždin está dividido em 6 Cidades (Grad) e 22 Municípios (Općina):
| nome                 | estatuto  | população (censo de 2001) |
| -------------------- | --------- | ------------------------- |
| Bednja               | Município | 4 765                     |
| Beretinec            | Município | 2 288                     |
| Breznički Hum        | Município | 1 575                     |
| Breznica             | Município | 2 304                     |
| Cestica              | Município | 5 678                     |
| Donja Voća           | Município | 2 844                     |
| Donji Martijanec     | Município | 4 327                     |
| Gornji Kneginec      | Município | 5 259                     |
| Ivanec               | Cidade    | 14 434                    |
| Jalžabet             | Município | 3 732                     |
| Klenovnik            | Município | 2 278                     |
| Lepoglava            | Cidade    | 8 718                     |
| Ljubešćica           | Município | 1 959                     |
| Ludbreg              | Cidade    | 8 668                     |
| Mali Bukovec         | Município | 2 507                     |
| Maruševec            | Município | 6 757                     |
| Novi Marof           | Cidade    | 13 857                    |
| Petrijanec           | Município | 4 994                     |
| Sračinec             | Município | 4 714                     |
| Sveti Đurđ           | Município | 4 174                     |
| Sveti Ilija          | Município | 3 532                     |
| Trnovec Bartolovečki | Município | 6 852                     |
| Varaždin             | Cidade    | 49 075                    |
| Varaždinske Toplice  | Cidade    | 6 973                     |
| Veliki Bukovec       | Município | 1 578                     |
| Vidovec              | Município | 5 539                     |
| Vinica (Varaždin)    | Município | 3 747                     |
| Visoko               | Município | 1 641                     |
| Total                | Total     | 184 769                   |